# 如何経
『如何経』（にょがきょう、巴: Kinti-sutta, キンティ・スッタ）とは、パーリ仏典経蔵中部に収録されている第103経。
釈迦が、比丘たちに、仏道のあり方を説く。
経名は、釈迦が「論争に関して如何に対処するか」を説いていることに因む。

## 構成

### 登場人物
- 釈迦

### 場面設定
ある時、釈迦はクシナーラーのバリハラナ林に滞在していた。
釈迦は比丘たちに、七科三十七道品を修めることの重要性を説き、続いて教義に関する論争や、戒律違反に対する叱責のあり方を説きつつ諌める。
比丘たちは歓喜する。

## 日本語訳
- 『南伝大蔵経・経蔵・中部経典3』（第11巻上） 大蔵出版
- 『パーリ仏典 中部（マッジマニカーヤ）後分五十経篇I』 片山一良訳 大蔵出版
- 『原始仏典 中部経典3』（第6巻） 中村元監修 春秋社